# Marcel Ruijters
Marcel Ruijters (1966) is een Nederlands alternatieve striptekenaar. Hij begon met het zelf publiceren van zijn werk onder de naam Uitgeverij Monguzzi. De eerste 3 Dr. Molotow delen werden uitgegeven in een oplage van 700 stuks. Naast deze serie publiceerde hij publicaties zoals Mandragoora, Thank You It's Ugly, Onbegrijpelijke verhalen, etc. Hij droeg ook bij aan allerlei undergroundstriptijdschriften, ook in het buitenland.
De serie Troglodytes werd in Nederland uitgegeven door uitgeverij Oog & Blik.

## Prijzen
In 2015 ontving Ruijters de Stripschapprijs.